# Коммунистическая партия Реюньона
Коммунисти́ческая па́ртия Реюньо́на (фр. Parti Communiste Réunionnais)  — главная и крупнейшая политическая партия заморского департамента Франции — Реюньона. Партия имеет 1 кресло в Национальном собрании Франции. На местных выборах набирала до 36 % голосов.

## История
Коммунистическая партия Реюньона основана в 1959 году как часть Французской коммунистической партии, а затем стала независимой партией. Поль Вержес был генеральным секретарем партии с момента её основания до 1993 года. В 1998-2010 годах был председателем регионального совета Реюньона. 
Тезисы партии, утверждённые на учредительном съезде (17—18 мая 1959), провозглашали необходимость борьбы против колониального угнетения, за широкую политическую автономию Реюньона в рамках союза с Францией. В 1975 году группа маоистской ориентации, покинувшая партию, создала Марксистско-ленинскую коммунистическую организацию Реюньона.
В конце девяностых отношения между Французской коммунистической партией и Коммунистической партией Реюньона стали несколько напряженными, появились расхождения во взглядах на основную партийную линию. Отношения были полностью восстановлены в 2005 году во время визита лидера Французской коммунистической партии на остров. Кроме того, PCR оставалась в списках Французской коммунистической партии на выборах в Европарламент в 2004 году, а Поль Вержес стал одним из трёх членов Европарламента, выбранным на национальном уровне от Французской коммунистической партии.
Партийной прессой является ежедневная газета «Témoignages», основанная отцом Поля Вержеса, Реймондом Вержесом, в 1944 году.
Реюньонская компартия изначально была связана с профсоюзами, входящими во Всеобщую конфедерацию труда Реюньона, Фронтом автономистской молодёжи, Союзом женщин Реюньона; ещё в первые годы своего существования установила контакты с рядом организаций социалистического и католического толка.